# Dago
Dago è un personaggio immaginario protagonista di un'omonima serie a fumetti ideata da Robin Wood e Alberto Salinas, pubblicata in Argentina dal 1980 sulla rivista Nippur Magnum, edita dall'Editorial Columba.

## Trama
Dago è un nobile veneziano di nome Cesare Renzi, figlio primogenito ed erede della casata dei Renzi, dignitari della Repubblica di Venezia. Il padre di Cesare scopre un complotto organizzato ai danni della Repubblica dal nobile turco Ahmed Bey e dal mercante greco Kalandrakis, con la complicità di due veneziani molto in vista. Viene a sapere che uno dei nobili veneziani coinvolti nella congiura è il giovane Giacomo Barazutti, migliore amico di Cesare; perciò non riesce a dirlo apertamente al figlio e decide di scriverlo in una lettera. Nel frattempo lo confida al principe Bertini, ignorando che è proprio lui a capo del complotto. Questi decide di eliminare il Renzi e tutta la sua famiglia, incluso Cesare, che viene pugnalato alla schiena da Barazutti mentre sta leggendo la lettera in cui suo padre rivela le intenzioni di Giacomo. Il suo corpo viene buttato in mare, mentre dei sicari attaccano palazzo Renzi uccidendo chiunque vi si trovi e lasciando alcuni falsi documenti che indicano nel padre di Cesare l'autore del complotto. Cesare viene recuperato da una nave di pirati turchi che lo vendono come schiavo; gli viene dato il nome di "Dago", per via della daga conficcata nella schiena.
Vive come schiavo presso i turchi dove impara presto da un vecchio greco di nome Selim le piccole astuzie che gli consentono di sopravvivere per avere la possibilità di compiere quella che è divenuto l'unico scopo della sua vita: vendicarsi, fare giustizia degli assassini della sua famiglia.
Si affranca dalla schiavitù grazie al pirata ottomano Barbarossa (Khayr Al-Din) che gli è riconoscente per averlo salvato da una congiura al fine di ucciderlo nella polveriera di Algeri. Proprio nel palazzo di Barbarossa Dago ucciderà Kalandrakis, il banchiere greco che partecipò allo sterminio della famiglia Renzi. In seguito Dago viene inviato a servire il Sultano Solimano come giannizzero, divenendo così un "rinnegato", e tale condizione non gli consentirà di tornare in patria, come vuole Barbarossa, dato che egli conosce bene molte città, le flotte e la consistenza delle difese turche. A Costantinopoli si unisce al corpo dei giannizzeri, élite dei combattenti turchi; qui viene soprannominato "giannizzero nero" per via del colore dei suoi abiti ma soprattutto della sua anima.
Durante la campagna di Vienna Dago incontra Vlad Tepes, chiamato Dracula, e grazie a lui riesce ad avvicinarsi ad Ahmed-Bey, divenuto ministro del sultano, e a ucciderlo. Il gran visir Ibrahim invia Dago in Abissinia, dove il vecchio re è stato ucciso e il trono usurpato da Selassie con la complicità dei Veneziani a cui concede l'esclusiva delle rotte commerciali. Dago ha il compito di riconquistare il trono per la figlia del vecchio re, Moala. Proprio qui rivedrà il suo vecchio amico e assassino Giacomo, inviato dal doge come consigliere di Selassie. In Abissinia taglierà ambo le mani a Barazutti, il quale in preda alla paura ritorna a Venezia ed esorta Bertini a preparare una trappola contro il rinnegato, che però si salva grazie all'aiuto del suo cane Morte. Successivamente Dago raggiunge Venezia, dove si avvicina a Bertini, ma riesce unicamente a ferirlo a una mano.
Nel corso della storia Dago incontra i grandi personaggi del mondo dell'epoca: Barbarossa, Solimano, il Gran Visir Ibrahim, Francesco I di Francia, sua sorella Margherita d'Angoulême di cui diventa amante, il Conestabile di Borbone, l'imperatore Carlo V, il cavalier Baiardo, Giovanni dalle Bande Nere, Michelangelo Buonarroti, Benvenuto Cellini, Enrico VIII, Anna Bolena e altri.
Coinvolto suo malgrado nel sacco di Roma, organizza la difesa della città papale con l'aiuto di Benvenuto Cellini. In questo periodo fa la conoscenza di Antonia de Medina, con cui avrà una relazione sentimentale, da cui nascerà un bambino, chiamato anch’egli Cesare. Dopo la caduta della città, Dago si trova a vagare in una Roma razziata dai mercenari lanzichenecchi luterani e accorre in aiuto di tre donne che poi scopre essere la moglie e le figlie di Bertini.
Successivamente viene accusato dalla Santa Inquisizione di eresia e viene salvato dal rogo da Cortés, Pizzarro e Antonia de Medina che gli rivelerà di essere incinta di lui. Per scampare alla Santa Inquisizione, Dago è costretto a prendere i voti ed entrare in un monastero in Andalusia, dove si stabilirà per un certo periodo e farà la conoscenza di vari personaggi, tra cui Jimena, che diventa sua amante, don Riquelme e Miguel de Medina, rispettivamente padre e fidanzato della fanciulla, il suo stesso figlio Cesare Renzi de Medina, e infine padre Josè, capo dell'ordine dei monaci, che lascerà il monastero nelle mani di Dago prima di morire di peste. Dago lascerà a sua volta il monastero nelle mani di padre Esteban de Zorrilla, un ex cappellano salvato dall'inquisizione, prima di riprendere il suo viaggio.
Riuscirà poi a far fallire la banca Bertini, il che sarà motivo di ulteriore odio da parte del principe, odio che culminerà in un tentativo di omicidio durante una visita a Lucca, che fallirà grazie alla benevolenza che i lucchesi mostrano per il rinnegato; Bertini morirà di infarto nella sua residenza, un attimo prima che Dago riesca a raggiungerlo e a ucciderlo.
In seguito Dago viene esiliato nel Nuovo Mondo, da dove riesce a fuggire solo dopo numerose avventure. Tornato ad Algeri, si unisce alla Compagnia della Spada, un'antica società di spadaccini e paladini della libertà, per uccidere Barazutti a Padova. Ma Barazutti fugge, lasciando solo una lettera per Dago che abbandona la città per continuare le sue avventure.

## Storia editoriale

### Le origini, le fatiche di Salinas e l'Equipo Dago
(L'Editorial Columba a Robin Wood.)
L'idea del fumetto venne a Robin Wood durante un viaggio a Venezia. Wood cominciò a delineare la storia e il protagonista; nei disegni veniva affiancato da Alberto Salinas con cui collaborò fino al 1997.
Come dichiarato dallo stesso Wood, "Dago" doveva essere una miniserie, ma il successo riscosso dalle pubblicazioni in patria e dalle traduzioni all'estero l'ha spinto a farne un'opera che durasse nel tempo. La decisione di continuare il fumetto ha portato Wood a documentarsi su eventi storici, che solitamente l'autore è costretto a modificare in modo da poter inserire il protagonista nel miglior contesto possibile.
All'epoca in cui incominciò a dedicarsi a Dago, Salinas era già una celebrità e un maestro riconosciuto delle historietas. Il suo stile, caratterizzato da espressioni intense, tratteggi mai invasivi e uno spazio grottesco, cambiò radicalmente dopo che lui e Robin Wood furono costretti ad accelerare i ritmi di lavoro. Mentre Wood non faticò a produrre nuove storie, Salinas rivelò di non riuscire a stare al passo del collega. Per ovviare al problema, l'Eura Editoriale propose a Salinas l'aiuto di un apposito studio: l'equipo Dago, il cui unico membro era Carlos Pedrazzini.
I pessimi esiti di questo esperimento fecero tornare Salinas a lavorare da solo. Ben presto riuscì ad accelerare i ritmi della realizzazione e a stare al passo con Wood, completando diverse storie e tavole in brevissimo tempo. Rinnovò il fumetto mediante tratteggi più fitti e voluminosi e numerosi cambiamenti nei volti dei personaggi. Sia in Argentina sia in Italia Dago comincerà a essere sempre più raro, tanto che la copertina del numero 47 di Lanciostory sarà intitolata "Il ritorno di Dago" appena il personaggio ritornerà in scena.

### L'arrivo di Carlos Gómez e lo sviluppo del fumetto
Prima di diventare il successore ai disegni di Dago, Carlos Gómez aveva già fatto alcuni lavori per l'Eura, ma collaborava per lo più con una casa editrice nazionale minore. Quando Wood gli offrì l'incarico di nuovo disegnatore, Gomez accettò immediatamente ma con non poca preoccupazione, in quanto temeva di non essere all'altezza di Salinas. Lavorò per un certo periodo con quest'ultimo, dal quale apprese tutte le caratteristiche grafiche che contraddistinguono la saga di Dago. Nel suo lavoro venne aiutato da David Tejada. L'impatto con il fumetto, come è ovvio, non fu facile per Gomez, in quanto aveva uno stile proprio, differente da quello di Salinas, e temeva che i lettori, abituati allo stile precedente, non accettassero variazioni nel tratto. Col tempo però la maestria di Gomez vinse la reticenza ai cambiamenti dei lettori, che in breve impararono ad amare il suo tratto preciso, i volti espressivi e le ambientazioni curate nei minimi dettagli.
Gomez ha affermato di essere stato "costretto", nel primo periodo, a disegnare Dago in una maniera molto simile a quella di Salinas:
In seguito è riuscito a perfezionare lo stile e, attraverso le inquadrature e le sequenze dinamiche, ha saputo calcare l'espressività dei personaggi e ricreare e aggiornare lo stile di Salinas. A Gomez va anche il merito di aver utilizzato il computer, soprattutto per replicare lo stesso volto in più vignette e zoomare su alcuni personaggi o luoghi. Come dichiarato da Wood, la forte espressività del tratto di Gomez gli è servita ad ampliare e diversificare le storie. Il disegno di Gomez mutò notevolmente l'aspetto del protagonista; Gomez descrive il suo Dago "più moderno, più violento e più umano" rispetto a quello di Salinas, e aggiunge di aver proceduto nel disegno verso "un'innovazione stilistica, tentando delle inquadrature più ardite" e delle "soluzioni grafiche di più ampio respiro".

### Anni recenti
Nel 2012 Joan Mundet, disegnatore spagnolo con alle spalle una lunga carriera fumettistica, fu scelto personalmente dallo sceneggiatore della serie, Wood, quando Gómez volle diminuire il proprio impegno con Dago per potersi dedicare a Tex. Successivamente, per garantire la serie regolare, ovvero quella scritta da Robin Wood che appare su Lanciostory, vi saranno altri disegnatori, alcuni appartenenti alla Equipo storica, altri no. Tra questi Marcello Borstelmann, Yildirim Orer, Carlos Alberto Pedrazzini. In tempi più recenti, per motivi di salute, le storie di questa serie non saranno più scritte da Wood, ma da Manuel Morini, tra tutti sicuramente quello più adatto, anche perché da anni collaboratore di Wood dai tempi dell'Equipo
Dal settembre del 2017 alle prese con Dago sarà un nuovo disegnatore: Edym (pseudonimo di Ediberto Messina). È il primo italiano a disegnare la serie principale del Giannizzero Nero. Chiamato a concludere una storia già in corsa, l'ultima scritta da Wood, lascia subito una buona impressione. Il suo vero esordio avviene con la storia "La notte ti sta guardando" su testi di Gustavo Amezaga (Manuel Morini). Riscuote pareri positivi e plausi sia dei fans che della critica Sempre con Morini, nello "Scritto tra le stelle" il segno prenderà consistenza e maturità. Da segnalare un'intervista a cura di A. Avilez, molto apprezzata dal pubblico argentino.
Riguardo a una possibile conclusione del fumetto, Robin Wood ha risposto:

## Edizione italiana
(Luca Lorenzon, Dago: il più grande successo dell'Eura editoriale)
Prime pubblicazioni
La stampa italiana iniziò nel 1983 sul settimanale Lanciostory di  Eura Editoriale (sottomarchio della Lancio). Dal 2010 se ne occupa Editoriale Aurea.
Il monografico
Dal 1995 incominciò la stampa in stile monografico bonellide da edicola intitolato solamente Dago, con storie fuori cronologia, nonostante alcune di esse presentino personaggi secondari apparsi anche nella continuity originale del fumetto, come il Principe Bertini, Benvenuto Cellini e il re Francesco I di Francia. Nelle avventure sul monografico, inoltre, sono presenti riferimenti alla vita passata del protagonista e ad alcune sue avventure non citate all'interno del fumetto originale, comunque di importanza minore. In altri casi le avventure sul monografico servono ad ampliare alcuni episodi della vita del protagonista; un esempio importante è l'albo Oltre il ricordo che amplia le avventure di Dago quando, da schiavo, venne mandato a lavorare nella polveriera.
Sul monografico si alternano vari disegnatori che assistono prima Salinas, poi Gomez e che sostanzialmente realizzano l'impaginazione delle tavole.
Tra gli sceneggiatori del monografico ci sono:
- Robin Wood
- Ricardo Ferrari
- Morini
- Paolo Emilio Petrillo
- Gianluca Piredda
- Marcelo Valentini
- Rodriguez
- Enrique Villagran

Tra i disegnatori, invece, ci sono:
- Gerardo Canelo
- Alberto Caliva
- Roman
- Mendez
- Yildirim Orer
- Mulko (solo numero 10 dell'anno 1999)
- Fabio Berti

Tra i disegnatori delle copertine ci sono:
- Claudio Zauli (solo primo numero Ritorno a Venezia)
- Massimo Carnevale (dal 1995 fino al 2006 è stato il primo disegnatore italiano e copertinista della serie)
- Alberto Salinas
- Cristiano Cucina (solo il numero Jeanette)
- Carlos Gómez
- Yildirim Orer (dal 2006 in corso)

Le ristampe
Dal 2002 è in edicola la Ristampa Dago, un bonellide che pubblica in ordine cronologico le storie di Dago apparse su Lanciostory e già ristampate negli inserti di Skorpio. A partire dal 104º volume, le pagine del fumetto sono diminuite e i capitoli sono scesi da otto a cinque per ricollegarsi con quelli su Lanciostory.
Nel 2009 è stata resa nota la scaletta delle uscite relativa all'iniziativa dei quotidiani del Gruppo Caltagirone (Il Messaggero, Il Mattino, Il Gazzettino) dedicata a Dago in 12 volumi. A differenza della Ristampa Dago, queste nuove ristampe sono a colori. Costituiscono un'ulteriore ristampa delle prime avventure del personaggio in ordine cronologico. In altre parole, la nuova collana ristampa i primi Euracomix dedicati a Dago. I volumi sono stati messi in vendita a ritmo mensile nelle fumetterie e nelle edicole tra la fine del 2009 e i primi mesi del 2010. Il successo della pubblicazione è stato tale che la Editoriale Aurea (succeduta alla defunta Eura) ha annunciato che continuerà la ristampa.
Nel 2015 sbarca in edicola Dago Nuova Ristampa, che dal n. 1 ripropone a colori le avventure del Giannizzero Nero, con una serie di inserti di approfondimento sull'epoca e sui personaggi storici che fanno da contorno all'azione.

## Ambientazioni
Le avventure di Dago sono imperniate su avvenimenti centrali della storia europea del XVI secolo. Nel suo vagabondare, infatti, Dago attraversa il Mediterraneo con i corsari turchi, diventando nemico amico di Barbarossa, partecipa all'assedio di Vienna, tenta di impedire il sacco di Roma, conosce Cortés, Machiavelli, Cellini, Nostradamus, perfino il conte Dracula così come numerosi papi e sovrani, tra i quali Enrico VIII, Francesco I di Valois e Carlo V di Spagna. Un ampio capitolo vede Dago costretto a recarsi nel nuovo mondo, dove ritrova una sua vecchia conoscenza: Francisco Pizarro.

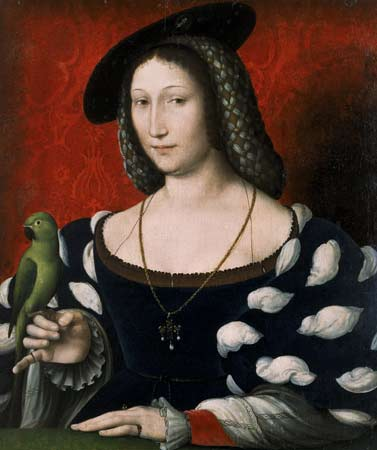
Dipinto raffigurante Marguerite d'Angoulême. Nel fumetto il personaggio appare completamente diverso, con occhi azzurri e capelli biondi e ricci.

Nelle avventure del personaggio ci sono alcune incongruenze storiche. Ad esempio, temporali: nel periodo che trascorre come schiavo e poi nel corpo dei giannizzeri del sultano viene a conoscenza del sacco di Roma e della cattura di Francesco I, lasciando intendere quindi che ci si trovi nel 1527, ma nelle storie successive partecipa a questi due episodi in prima persona. Per esigenze narrative vive prima l'assedio di Vienna (1529) e solo dopo il sacco di Roma (1527). C'è inoltre l'incontro impossibile con Vlad III, in quanto all'epoca in cui è ambientato in fumetto questi era già morto (1476). 
Non mancano riferimenti storici plausibili, come Solimano il Magnifico, oltre ai personaggi illustri già citati. È invece inventato il personaggio del principe Bertini, in quanto il Doge di Venezia che si trovava in quel periodo alla guida della repubblica era Andrea Gritti.
Nel numero 256 Dago incontra per la prima volta Pietro Aretino, il famoso poeta toscano amico di Giovanni dalle Bande Nere; il paradosso è che Pietro stette vicino a Giovanni durante la sua morte e quindi avrebbe dovuto già conoscere Dago che a sua volta era stato al capezzale del condottiero.
I riferimenti storici non si limitano ai personaggi e alle battaglie reali. Encomiabile è anche la caratterizzazione dei disegni di ambienti - con una sapiente ricostruzione architettonica e paesaggistica del periodo di riferimento - e di personaggi, improntati ad accurata documentazione storica, come i ritratti realizzati nel periodo (Francesco I, papa Clemente VII e Carlo V). Fa eccezione Margherita d'Angoulême, che nel fumetto risulta molto diversa rispetto al ritratto d'epoca.
Salinas e ancor di più Gomez visitarono diverse città per prendere ispirazioni sui luoghi da far visitare al personaggio di Dago. Un esempio è Lucca, che colpì profondamente Gomez e Wood e che fu ritenuta la più adatta per ambientare la vendetta di Dago contro il principe Bertini, evento chiave della trama; un altro Catania e l'Etna, in una storia in cui si intrecciano eventi e personaggi storici (come la visita di Carlo V in una Sicilia vessata dagli spagnoli al suo rientro dalla battaglia di Tunisi nel 1535, il soggiorno dell'imperatore a Randazzo, i grandi festeggiamenti speciali in tale occasione) e leggende popolari (come un'oscura setta chiamata i Beati Paoli o la presenza a Randazzo di una passionale amante dell'imperatore asburgico, ricordata da un ritornello). A Catania avviene lo scontro tra Dago e Molinari, un sicario molto richiesto dalle corti europee, mentre sull'Etna concepisce un figlio di cui ignora l'esistenza, con una pescivendola locale.

## Personaggio
(Il dialogo in cui si spiega l'origine del nomignolo del personaggio)
Dago, il cui vero nome è Cesare Renzi, è il protagonista del fumetto. Viene soprannominato il Rinnegato o anche il Giannizzero Nero.
Cesare Renzi nasce a Venezia alla fine del Quattrocento da una famiglia nobile. Amante della bella vita e profondamente legato alla famiglia, passa le sue giornate tra il divertimento con Giacomo Barazutti e gli allenamenti di scherma col maestro Lovino (personaggio comparso soltanto sull'albo monografico Lame rosse all'alba). Fidanzato e promesso sposo di Ginetta della Barca, desidera unirsi alla flotta veneziana per combattere i turchi e i pirati di Barbarossa, ma quando suo padre ostacolerà il complotto di Bertini, Ahmed-Bey, Kalandraikis e Barazutti, Cesare verrà pugnalato a tradimento da quest'ultimo e finirà per essere catturato dai turchi che lo renderanno schiavo. Grazie agli insegnamenti del greco Selim, riuscirà a sopravvivere e diventerà Dago, nome datogli da un capitano al servizio di Barbarossa. Dopo aver sventato un complotto ai danni di Barbarossa, Dago diventerà un giannizzero e comincerà a viaggiare servendo diversi popoli e sovrani e partecipando a quasi tutte le guerre europee, a volte per un esercito, a volte per un altro, a volte come eroe super partes, sempre rispettato (e a volte temuto) dai potenti che trovano in lui un uomo deciso, non avido (quindi non corruttibile), ma soprattutto un uomo giusto. Contemporaneamente continuerà ad ostacolare i malvagi, a difendere i deboli, ma soprattutto a cercare i responsabili del massacro della sua famiglia.
Dago è un uomo alto, dal fisico imponente e statuario, coi lunghi capelli neri e chiari occhi verdi. Il suo corpo, scolpito dagli anni di schiavitù e dalle guerre combattute, è costellato di cicatrici, cosa evidenziata in quasi ogni storia. La caratteristica principale dell'aspetto di Dago è tuttavia il volto dai lineamenti marcati e duri, contraddistinto dall'espressione generalmente accigliata e dallo sguardo freddo. Tuttavia, in molte occasioni il personaggio ha anche un sorrisetto sarcastico, sbeffeggiatorio e disincantato perennemente stampato sulle labbra e un'espressione tranquilla e sicura di sé, caratteristiche che infastidiscono e irritano parecchio i suoi nemici e i suoi superiori.
Da nobiluomo vanesio e amante della bella vita, Dago diventa un uomo duro e incredibilmente forte durante la schiavitù; si allena spesso con la spada coltivando la grande abilità che già possedeva a Venezia. Le vicende luttuose della sua giovinezza, così come il lungo periodo di schiavitù, lo hanno segnato rendendolo cinico, disincantato. Afferma spesso di vivere solo per ottenere un giorno la sua vendetta. Affronta quindi l'esistenza con l'ironico distacco di chi non ha più nulla da perdere. È tuttavia molto sensibile nei confronti degli umili e bisognosi, avendone condiviso il destino, e ama prendersi gioco dei potenti in ogni possibile occasione. È solito nascondere completamente i suoi sentimenti e tenere chiunque a distanza di sicurezza emotiva, motivo per il quale non si ferma quasi mai nello stesso posto a lungo, anche per evitare vendette dei suoi molti nemici su persone a lui care.

## Comprimari

### Personaggi storici

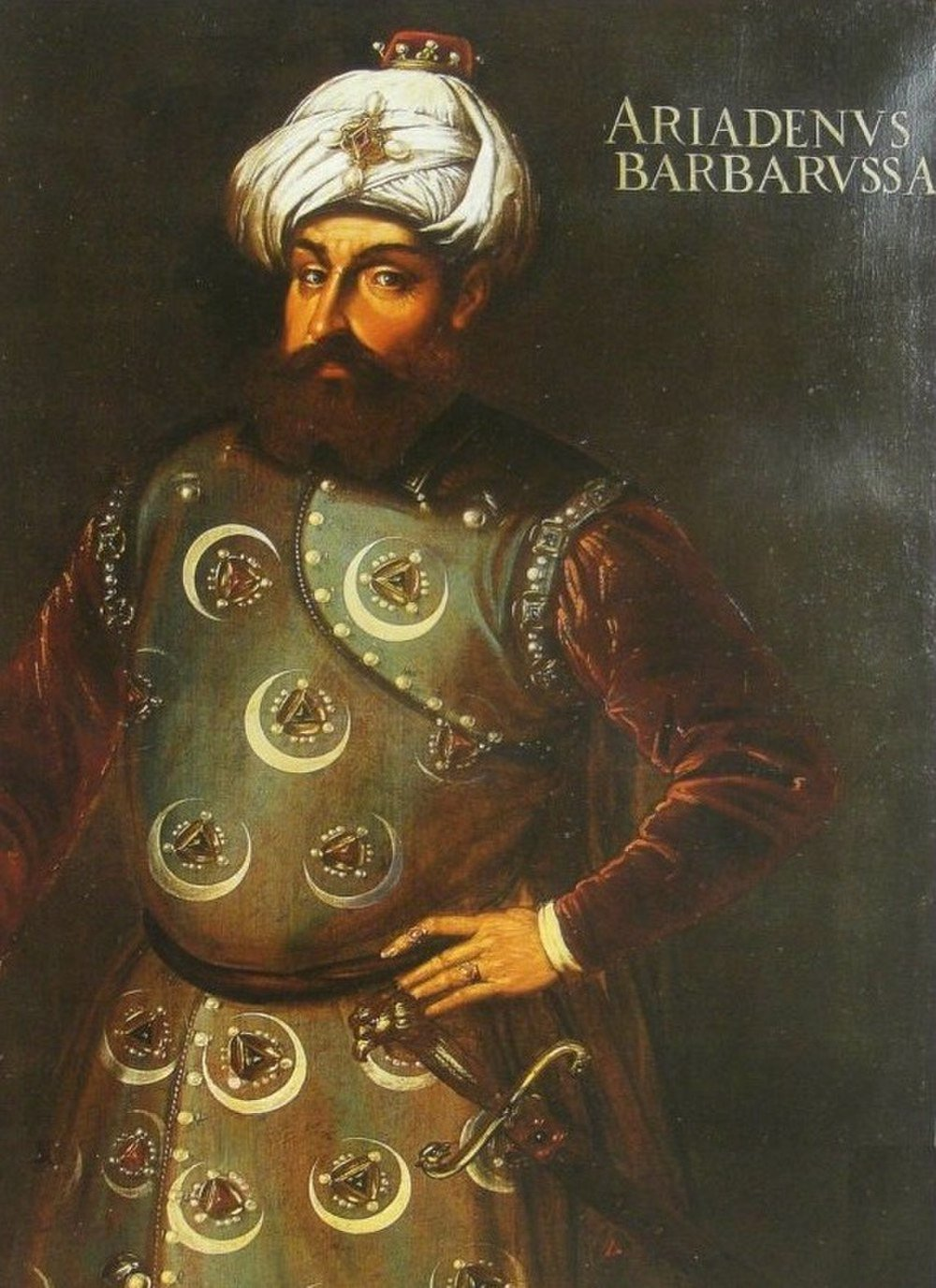
Dipinto raffigurante Khayr al-Din Barbarossa.

- Barbarossa, appellativo con il quale era conosciuto il pirata e ammiraglio turco Khayr al-Din, personaggio realmente esistito. Nel fumetto viene presentato come un uomo innamorato del potere e del mare, che dispensa morte e favori a seconda dei suoi principi morali o delle esigenze del potere, ma perlopiù è descritto come uomo giusto. Il primo incontro con Dago è su una spiaggia, dove il veneziano e altri schiavi sono impegnati a disincagliare la barca sulla quale si trova il pirata[2]. Dago approfitta dell'occasione per derubare Barbarossa di un prezioso medaglione, che vuole utilizzare per corrompere le guardie affinché facciano riposare un suo amico schiavo gravemente malato[2]. Scoperto, nonostante le numerose frustate non rivela dov'è il medaglione, in modo che il suo amico possa utilizzarlo per comprare un po' di riposo. Pur ammirato da tale coraggio, Barbarossa decide di giustiziarlo, punendo le guardie che non erano state in grado di farlo parlare, ma l'amico di Dago riporta il medaglione, perché ormai è prossimo alla morte[2]. Capendo il motivo per il quale Dago voleva a tutti i costi tenere nascosto il prezioso oggetto, il pirata gli risparmia la vita e gli permette di seppellire l'amico avvolgendolo nel suo mantello di seta[2]. Incontra Dago di nuovo nella polveriera dove il protagonista lavora come schiavo[3]. Dago sventa un attentato nei confronti di Barbarossa, aiutandolo a scappare nelle fogne[3]. A seguito di questo avvenimento Dago riceve la libertà, a patto però che si converta alla religione musulmana, vivendo dunque una condizione da rinnegato, un appellativo che lo accompagnerà a lungo nelle sue avventure[3]. Da Barbarossa Dago riceverà anche il compito di occuparsi delle relazioni tra l'impero ottomano e Francesco I, permettendogli dunque di tornare in Europa[3]. Inoltre Dago lo affiancherà quando il pirata si dirigerà a Venezia per salutare sua figlia, che sta per rinchiudersi in convento[7]. Lungo la serie di avventure, sono numerosi gli incontri tra Barbarossa e il protagonista; il rapporto tra i due è una sorta di amicizia-odio, come spesso puntualizzano gli stessi personaggi.
- Ibrahim, il Gran visir di Solimano il Magnifico. Spesso si serve di Dago per risolvere questioni diplomatiche e soprattutto militari. Nonostante la sua autorità, Ibrahim ha paura del Giannizzero Nero, ma lo stima per le sue doti e qualità[6]. Nell'albo monografico Kanun viene rivelato che Ibrahim è stato condannato a morte per ordine di Roxana[42]. Alla sua morte salirà al potere come Gran Visir il personaggio storico di Rüstem Pasha[42].

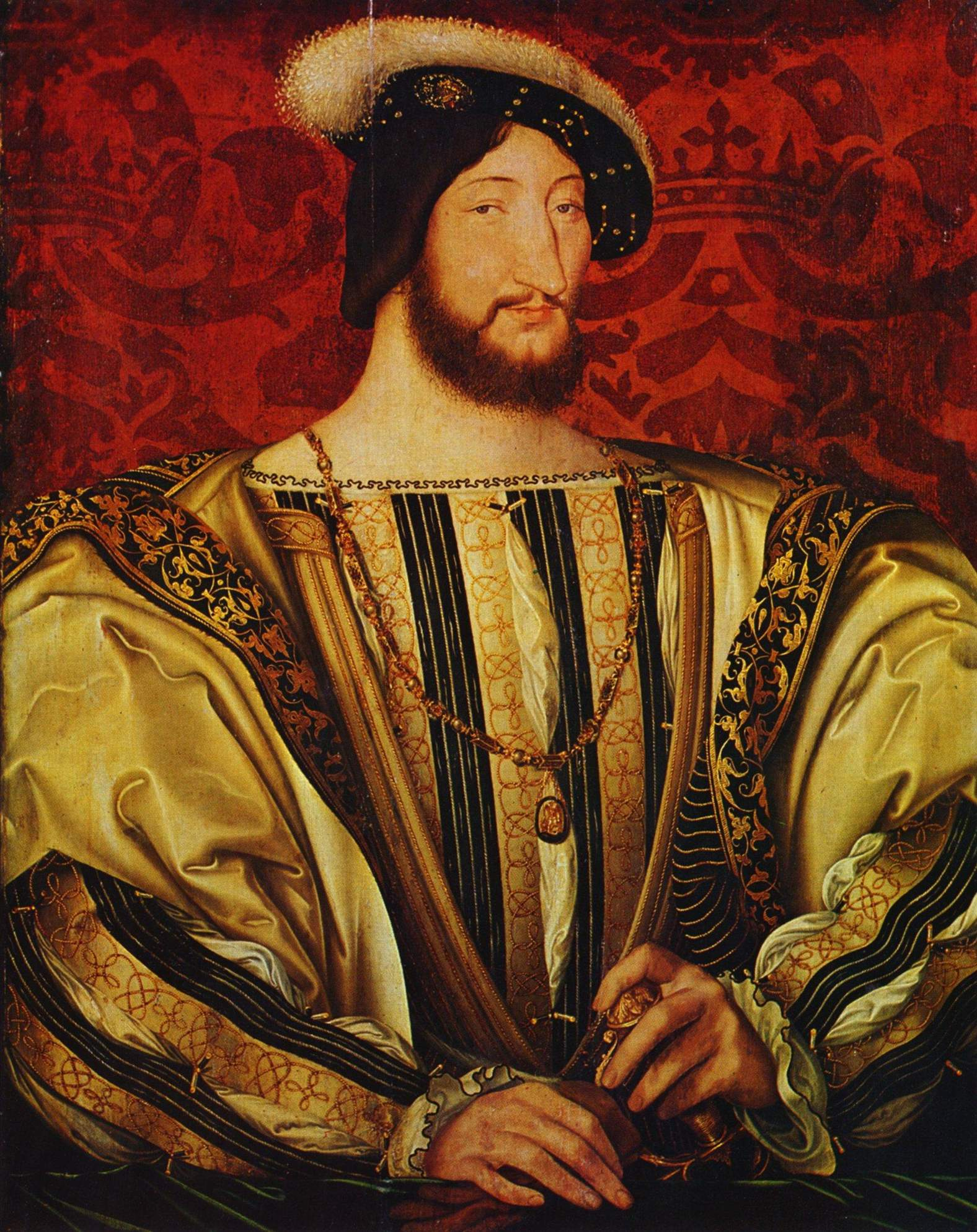
Dipinto raffigurante Francesco I di Francia.

- Francesco I di Francia, personaggio storico. Viene presentato come un re donnaiolo e dedito ai rapporti con l'impero ottomano per cercare appoggio nella sua guerra contro Carlo V. Incontra Dago quando questi è incaricato di portare un ingente carico d'oro che la Francia dovrà utilizzare per finanziare la guerra[3]. Non riesce nel suo intento di sottrarre l'oro per usarlo come vuole grazie all'astuzia di Dago, che nasconde il tesoro ponendosi nella posizione di amministrare di volta in volta la quantità che dovrà portare al re di Francia ed assicurandosi così un riparo da una ritorsione del re, poiché in caso di morte del Giannizzero Nero il tesoro offertogli dalla sublime porta andrebbe perduto[3]. Con Dago partecipa alla battaglia di Pavia, nella quale il re di Francia è fatto prigioniero. È lo stesso Dago che conduce un'operazione per liberare Francesco I dalla prigione spagnola, operazione che però fallirà[43]. Il rapporto tra Dago e Francesco I non è dissimile da quello con Barbarossa, ma il re di Francia è infastidito anche dal fatto che Dago e sua sorella siano amanti.

- Margherita d'Angoulême, personaggio storico, sorella di Francesco I, innamorata di Dago. Il rapporto tra i due inizialmente è segreto, ma la voce della storia si fa presto largo a corte, provocando le ire di Carlo IV di Alençon, marito di Margherita, che per l'onta subita abbandona Francesco I nella battaglia di Pavia negandogli l'apporto del proprio battaglione. Margherita e Dago si incontrano in più occasioni, soprattutto nei momenti in cui il Giannizzero Nero è impegnato in missioni in Francia. Si amano profondamente, ma Dago non esplicita chiaramente il suo amore per Margherita, che a causa dell'apparente indifferenza del veneziano vorrebbe odiare quell'uomo.

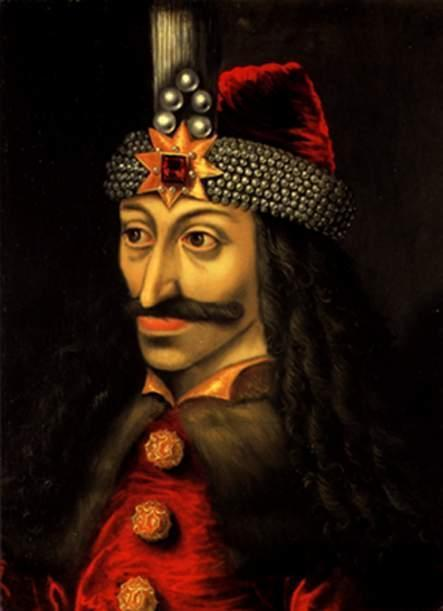
Dipinto raffigurante Vlad III.

- Vlad III. Risaltano maggiormente il suo sguardo freddo e sottile e l'enigmatico sorriso, dettagli i quali lo caratterizzano come estremamente ambiguo e rendono difficile capire quale sia il suo reale schieramento o se stia dicendo o meno la verità. Vlad è un uomo spietato, malvagio sadico, incline all'omicidio, al massacro, alla violenza, ma soprattutto alla tortura; tra tutti gli strumenti di tortura preferisce l'impalamento. Spesso afferma che per lui gli altri non contano o non esistono e si ritiene superiore a chiunque. Si allea con chiunque ritiene possa essere utile ad assicurare la sopravvivenza del suo regno, senza però essere veramente fedele a nessuno. Incontra Dago in Transilvania e lo cattura, colpito dal suo coraggio[4]. Decide di trasformarlo in schiavo dopo averlo rinchiuso per mesi in una delle sue prigioni, ma il protagonista riuscirà a invertire la situazione catturando Vlad e minacciandolo di morte; a seguito di questo, Vlad accoglierà Dago nel suo palazzo e, pur minacciandolo di morte, desisterà al desiderio di ucciderlo poiché incuriosito dalle sue capacità di sopravvivere e sete di vendetta, motivo per il quale farà in modo che incontri e uccida uno degli assassini della famiglia, Ahmed-Bey[4]. In seguito rincontrerà Dago, organizzandogli una trappola, alla quale il rinnegato riuscirà a scampare[6]. Storicamente l'incontro tra Vlad e Dago è impossibile (v. sopra).
- Solimano il Magnifico, personaggio storico, sultano di Costantinopoli al tempo in cui è ambientato il fumetto. Come il Gran Visir Ibrahim, anche Solimano teme Dago, ma lo rispetta profondamente.
- Roxelana, favorita di Solimano il Magnifico, nonché nemica giurata di Dago. Nel fumetto appare come una donna fredda, cinica, inaffidabile, doppiogiochista, egoista e priva di compassione. Dopo che Dago la libererà dal pirata Kastriotas del quale si era innamorata, la donna tenterà più volte di uccidere il Giannizzero Nero, ma fallirà in ogni occasione.

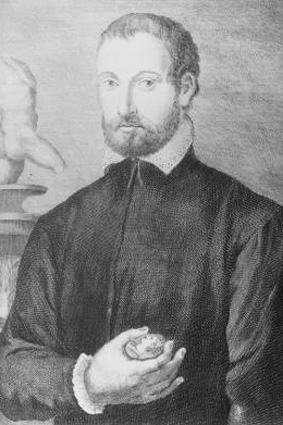
Dipinto raffigurante Benvenuto Cellini.

- Benvenuto Cellini. Viene presentato come un libertino che passa il tempo a sedurre donne e a doversi poi scontrare con i rispettivi mariti. Coraggioso, audace e incosciente, Cellini è un amante dell'arte e della cultura e non ama le armi, ma è disposto a utilizzarle per necessità. Incontrerà Dago a Roma e con quest'ultimo durante il sacco difenderà la città dall'attacco dei predoni luterani. Cellini fa anche una comparsa nell'albo monografico Genio e sregolatezza, nel quale verrà imprigionato e accusato di aver rubato delle gemme appartenenti al Papa[35]. Proprio nella sua prigione Benvenuto scoprirà una Grottesca[35]. Successivamente grazie a Dago riuscirà a dimostrare la sua innocenza e diventerà capo delle grotte papali[35].

- Conestabile di Borbone, nobile francese che a causa di una congiura venne costretto a tradire il popolo francese e a schierarsi con i suoi nemici. Dago lo incontrerà nel corso del viaggio verso Roma nel quale il nobile e il rinnegato stringeranno un rapporto di stima e di amicizia[44]. Il Conestabile tenterà di impedire all'esercito imperiale di attaccare e saccheggiare Roma. Per questo andrà contro la volontà di Enfeldt, uno dei maggiori sostenitori dell'attacco. Alle porte di Roma avrà una discussione con Dago e, in segno di amicizia, gli regalerà la sua spada. Benvenuto Cellini, tuttavia, credendo che il conestabile stia per aggredire Dago, spara al primo e lo uccide. Con la morte del Conestabile di Borbone, Enfeldt si mette alla guida dell'esercito luterano e attacca Roma[45].

- Baiardo, personaggio storico, cavaliere francese, ricordato soprattutto per il suo coraggio, la sua forza e la sua bontà. Incontrerà Dago nella battaglia di Pavia dove morirà ucciso dagli spagnoli[46].
- Michelangelo Buonarroti, personaggio storico. Con Dago raggiungerà Lucca dove realizzerà una statua su commissione della dama Laura Paravini[14]. Nel corso delle varie battaglie nella città, Michelangelo sarà più volte d'aiuto per Dago e lo difenderà dagli uomini di Bertini[14][15].

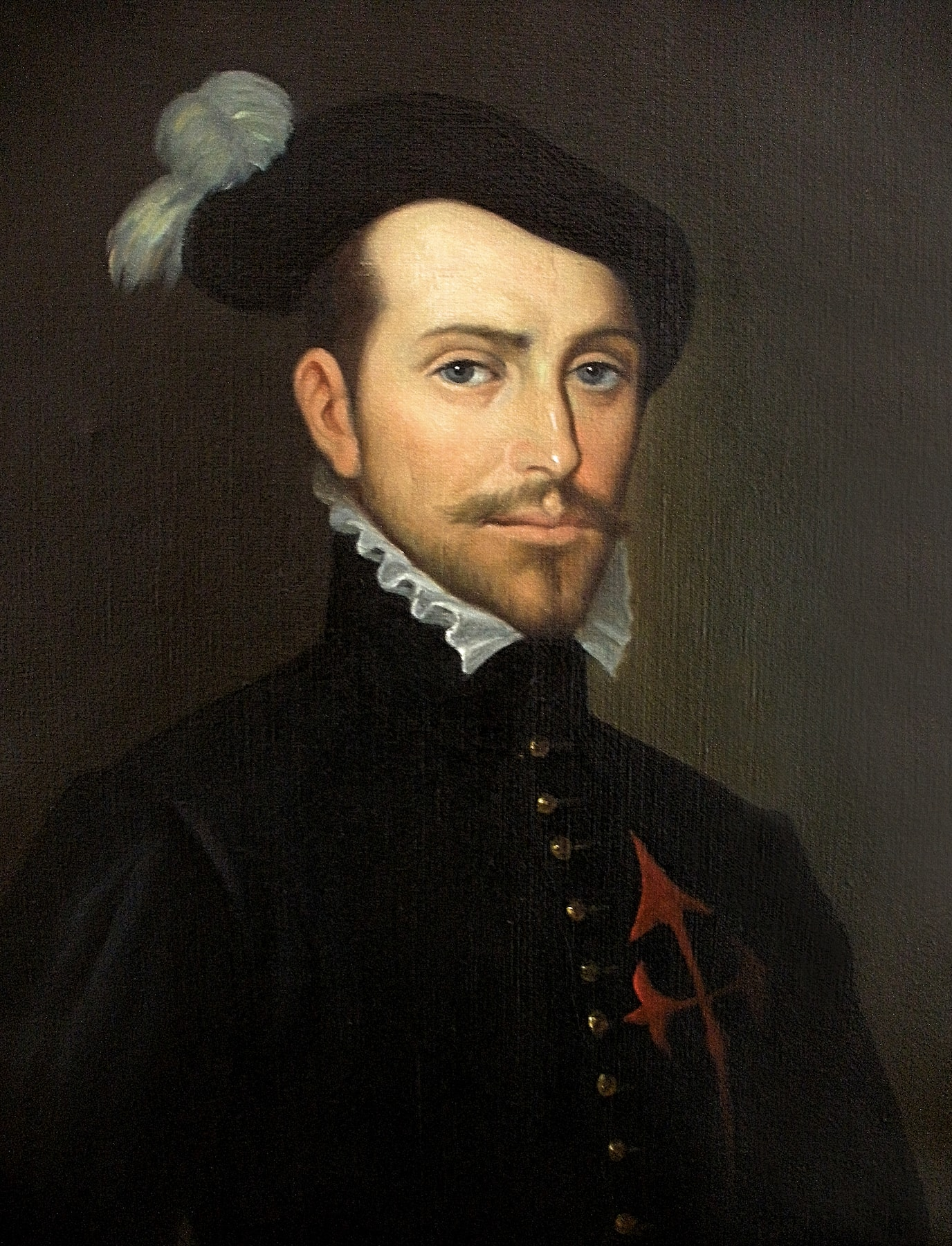
Dipinto raffigurante Hernán Cortés.

- Hernán Cortés, conquistatore del Messico. Si recherà in Spagna per difendersi dalle false accuse dei suoi nemici e qui incontrerà Dago, con il quale instaurerà un grande rapporto di amicizia e stima. Cortés apprezzerà subito il protagonista e lo salverà quando verrà attaccato da un gruppo di sicari inviati da madonna Leonora[47]. Durante il viaggio i due imparano molte cose l'uno dall'altro; così Dago apprende le meraviglie del Messico e le guerre di Cortés per sottrarre il luogo alle popolazioni azteche[47]. Grazie a Dago, Cortés riuscirà a eliminare con l'astuzia e l'inganno tutti i suoi nemici a corte[48]. Quando Dago verrà catturato dalla Santa Inquisizione, Cortés si getterà in suo aiuto e riuscirà a salvarlo grazie alla collaborazione di Pizarro e di Antonia de Medina[10].

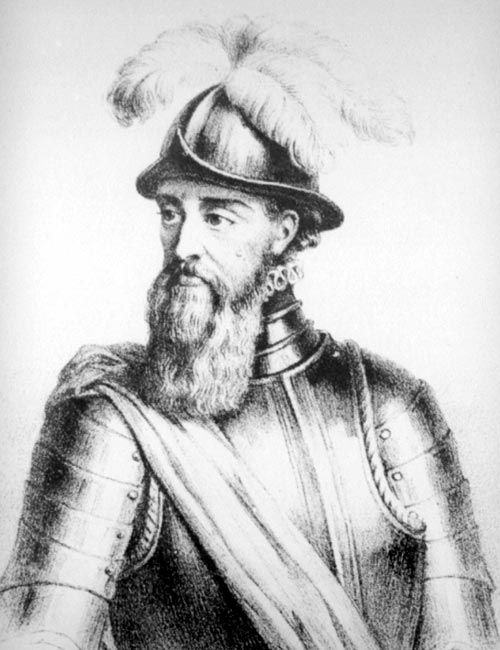
Dipinto raffigurante Francisco Pizarro.

- Francisco Pizarro, conquistatore del Perù. Viene presentato come un uomo superbo, avido, ma anche coraggioso e irruente. Afferma che l'unica verità è la gloria, il potere e la ricchezza[47]. Aiuta Cortés a liberare Dago dalla Santa Inquisizione[10]. Successivamente rincontrerà il Rinnegato e lo esorterà a seguirlo nella spedizione verso il Perù[49]. Pizarro considera la conquista del Perù come qualcosa di personale e non dimostra il minimo interesse alle vite altrui se è necessario sacrificarle per espandere l'impero. Proprio per questo sono molti a temerlo e a rispettarlo, sia come stratega sia come guerriero. Il suo metodo è, tuttavia, più volte messo in discussione da Dago e da Hernan de Soto che sono contrari alle violenze e ai massacri che Pizarro lascia perpetrare liberamente[47]. Per questo, quando il conquistatore darà l'ordine di invadere Cuzco, Dago deciderà di ritirarsi dalla conquista e di non partecipare al massacro[47].

- Hernando de Soto. Inizialmente membro della spedizione di Pizarro in Perù, quando fa la conoscenza di Dago, diventandone amico. De Soto si innamorerà di Stella d'oro, la favorita di Atahualpa, la quale ricambierà il suo amore ma sarà costretta a lasciarlo per recuperare una statua di enorme valore raffigurante il dio Inti[47][50]. De Soto è un personaggio simile a Dago e, come lui, non ama il metodo di Pizarro e le rappresaglie di quest'ultimo e dei suoi uomini[47]. Successivamente esorterà Dago a seguirlo nella spedizione in Florida alla ricerca della fonte della giovinezza[51], nella quale lo stesso De Soto morirà a causa di febbri[52].

- Carlo V d'Asburgo, re di Spagna. Tra lui e Dago non corre buon sangue in quanto il protagonista è un rinnegato al servizio del Sultano, il principale nemico di Carlo V, e contemporaneamente è l'inviato del Barbarossa presso la corte di Francesco I di Francia. A Toledo Carlo V consegnerà Dago alla Santa Inquisizione[48]. Lo incontrerà di nuovo in diverse occasioni e, pur mantenendo nei suoi confronti una forte ostilità, lo lascerà andare per la sua strada, soprattutto dopo che il Giannizzero Nero sventerà un attentato nei suoi confronti[53].

- Dragut. È un corsaro ottomano e braccio destro di Barbarossa. Lui e Dago si incontrano casualmente, finendo per diventare buoni compagni di avventure[54].

### Personaggi immaginari
- Principe Bertini, il doge di Venezia nonché il mandante dell'omicidio della famiglia di Dago, i Renzi. Bertini viene presentato come un uomo austero, rilassato e dotato di grande autocontrollo, ma anche infido, manipolatore e senza scrupoli. Inizialmente il suo unico scopo è quello di prendere il controllo di Venezia e diventare doge; per questo decide di ideare un complotto ai danni della Repubblica di Venezia che lo porterà al potere, ma per sua sfortuna il padre di Cesare Renzi riuscirà a scoprirlo e tenterà di fermarlo. Bertini sarà quindi costretto a sterminare la famiglia veneziana e diventerà finalmente doge[2]. Ignaro che Cesare Renzi, figlio primogenito della famiglia assassinata, è riuscito a scampare alla morte, ne verrà informato solo al rientro di Barazutti dalla guerra in Abissinia[6]. La gratitudine di sua moglie e delle sue figlie nei confronti di Dago che le ha salvate dal sacco di Roma sarà motivo di ulteriore odio da parte del principe, odio che culminerà in un tentativo di omicidio durante una visita alla città di Lucca, che però fallirà a causa della benevolenza che i lucchesi mostrano per il rinnegato; Bertini morirà di infarto nella sua residenza, un attimo prima che Dago riesca a raggiungerlo e ad ucciderlo[15].

- Giacomo Barazutti è un conte veneziano, il migliore amico di Cesare Renzi ai tempi in cui il giovane viveva ancora a Venezia. Si unirà al complotto organizzato da Bertini per ottenere in sposa Ginetta de la Barca, fidanzata di Cesare[2]. Quando Bertini gli ordinerà di uccidere l'amico dopo averlo condotto fuori dalla residenza dei Renzi, Barazutti obbedirà e colpirà l'amico a tradimento su una gondola, dopo di che Cesare cadrà dall'imbarcazione sparendo nelle acque[2]. Successivamente Barazutti verrà inviato in Abissinia a capo delle truppe veneziane ed è qui che rincontrerà Cesare il quale gli taglierà entrambe le mani[5], motivo per il quale verrà soprannominato Mani d'oro al suo rientro a Venezia[17]. Per sfuggire a Dago che intende ucciderlo a Padova, Barazutti si arruolerà nella Legione Nera[55]. Una volta che quest'ultima sarà sconfitta, Barazutti riuscirà a scappare dalla città, dopo aver fatto ricevere a Dago un suo messaggio[18].

- Ahmed-Bey è il ministro del sultano Solimano il Magnifico da cui riceve l'ordine di distruggere l'alleanza tra Venezia e l'imperatore Carlo V[2]. Per riuscirci, Ahmed-Bey appoggia Bertini come nuovo doge della repubblica e ne diviene complice nello sterminio della famiglia Renzi[2]. Dopo la morte di Kalandrakis, Ahmed-Bey sospetterà del ritorno di Cesare Renzi e gli organizzerà una trappola in Transilvania[4]. Per sua sfortuna, verrà ostacolato da Vlad Tepes e affronterà Dago che, dopo un breve duello, lo getterà in mezzo a serpenti velenosi; Ahmed verrà così divorato dai serpenti, destino che aveva riservato a Dago[4].

- Kalandrakis è un banchiere che ha ammassato fortune in Europa. Per mantenere integre le sue risorse, appoggia il principe Bertini come doge della repubblica e ne diventa complice nell'assassinio della famiglia Renzi[2]. Incontrerà per caso Dago che, dopo averlo riconosciuto, lo affogherà nella fontana del palazzo di Barbarossa[3].

- Ginetta della Barca è la promessa sposa di Cesare Renzi durante la sua vita veneziana[2], la quale, pur avendo sposato Barazutti, rimane innamorata del protagonista. All'epoca in cui era fidanzata con quest'ultimo era considerata la donna più bella di Venezia[2][6].

- Selim, uno schiavo greco che incontra Dago quando quest'ultimo viene catturato dai turchi dopo l'assassinio della famiglia Renzi[2]. Insegna a Dago a sopravvivere alla vita di schiavitù. Lavorando come schiavo, Selim comincerà ad ammalarsi e, dopo aver sofferto molto, morirà ad Algeri dopo aver convinto Barbarossa a risparmiare la vita a Dago che aveva derubato il pirata nel tentativo di curare l'amico greco[2].

- Orbasha', il signore del deserto e dei banditi. Figlio del nobile arabo Caid Di Fez, assiste giovanissimo allo sterminio della sua famiglia per mano di un sicario di Barbarossa, Mustafa' Bey. Orbasha' si rifugia nel deserto e diventa capo di un numeroso gruppo di banditi, combattendo più volte Barbarossa e i suoi alleati. Incontra Dago nel deserto, quando il giovane veneziano è ancora schiavo, all'inizio delle sue avventure. Orbasha' lo cattura e comincia piano piano ad ammirarlo. Dago lo salva da un attentato e Orbasha' lo ripaga nominandolo suo guerriero. I due, dopo un iniziale odio, cominciano a diventare ottimi amici[56].

- Kastriotas, pirata greco che rapirà Roxelana di cui si innamorerà profondamente, ricambiato dalla donna. Per ordine del Gran Visir Ibrahim, Dago recluterà un gruppo di uomini per liberare Roxelana[57]. Riuscito nell'intento, il gruppo del Giannizzero Nero verrà inseguito da Kastriotas che durante l'inseguimento perirà insieme alla maggior parte dei suoi uomini[58].
- Kerim Bey, una pirata saracena e l'ultima superstite di una famiglia massacrata a tradimento. Incontra Dago durante il viaggio di quest'ultimo a Costantinopoli e se ne innamora. I due si separeranno per seguire le loro rispettive avventure.
- Roma, ultima rimasta di un gruppo di donne guerriere uccise dai turchi. Incontra Dago quando quest'ultimo rimane ferito e, dopo averlo curato, comincerà a innamorarsene venendo ricambiata. Durante una gara a cavallo, verrà avvelenata dal servo di un pascià turco da lei sfidato. Sarà Dago, in seguito, a vendicarla e a uccidere il colpevole[59].

- Morte è il cane di Dago. I due si incontrano quando Morte sta per essere ucciso dal suo precedente padrone e viene salvato proprio da Dago che lo porta con sé nella sua residenza a Costantinopoli. L'affetto che lega Morte e Dago è molto forte, motivo per cui il cane non fa avvicinare nessuno all'infuori del suo padrone. Quando Dago è in missione per conto di Barbarossa, Morte partirà da Costantinopoli e attraverserà l'intera Europa per raggiungerlo in Francia, dove Dago lo affiderà a Margherita d'Angoulême[60][61]. Morirà proprio in Francia, a seguito del dolore per la mancanza di Dago.

- Ragno è una spietata assassina alla disperata ricerca di sua sorella gemella, insieme alla quale è la vera erede di un regno usurpato da suo fratellastro e dalla sua matrigna. Dopo aver trovato sua sorella con l'aiuto di Dago e Orbasha, Ragno si riprende il suo regno, ma muore tra le braccia di Dago durante un combattimento con dei mercenari[62].

- Magdalena, una mercenaria svizzera che cattura Dago in Francia per ordine di un nobile al servizio del re Carlo V[63]. Si innamorerà di Dago dopo che quest'ultimo riesce a salvare suo fratello da una morte per annegamento[63]. Nel corso della missione a Venezia organizzata da Barbarossa, Magdalena rimarrà ferita e in seguito morirà; il suo corpo verrà seppellito in mare da Dago[7].

- Antonia de Medina de' Medici, nobildonna italiana che incontra Dago durante il sacco di Roma[64]. Da bambina viene fatta sposare a un nobile spagnolo (dal quale appunto deriva il cognome de Medina), il quale la violenta e permette ad altri di abusare di lei[64]. Quando il nobile muore, Antonia prende il potere e uccide tutti i suoi nemici; da quel momento diventa una delle donne più potenti e ricche d'Europa[64]. Sebbene l'esperienza da ragazzina sia stata traumatizzante, Antonia riuscirà a lasciarsi il passato alle spalle grazie a Dago, con il quale avrà una profonda relazione sentimentale; rimarrà incinta e più tardi partorirà Cesare Renzi de Medina. Con l'aiuto di Cortés e Pizarro aiuterà Dago a sfuggire alla Santa Inquisizione e farà in modo che si nasconda in Andalusia[10].

- Enfeldt, mercenario luterano nonché guida del Sacco di Roma. Odia profondamente Dago e cercherà di ucciderlo molte volte. Morirà a Roma per mano dello stesso Dago in un duello di spada[9].
- Leonora, nobile italiana che si diverte a rapire i viandanti e a sottoporli a crudeli torture[65]. I suoi piani verranno sventati da Dago il quale dopo un lungo viaggio la punirà imbarcandola su una nave diretta in America e condannandola ai lavori forzati[47].
- Jimena, figlia di don Riquelme e amante di Dago nel periodo in cui egli risiede in Andalusia. Inizialmente timida e pacata, grazie a Dago muterà nel carattere e diventerà una donna matura, imparando ideali di giustizia dal Giannizzero Nero e dimostrandosi tutt'altro che indifesa quando riuscirà ad avvelenare i tagliagole che l'avevano rapita. In seguito, dopo aver messo da parte i sentimenti per Dago, sposerà Miguel de Medina, pur rimanendo affezionata al rinnegato[11].
- Don Riquelme, lo scorbutico nobile dell'Andalusia che inizialmente ostacola Dago nello sviluppo del monastero del luogo. Con il tempo comincia a stimare particolarmente il rinnegato e accetta la relazione tra lui e sua figlia Jimena. Successivamente si innamorerà di una giovane che deciderà di sposare e dalla quale scoprirà di aspettare un figlio[11].

- Miguel de Medina, sposo di Jimena nonché cugino di Antonia de Medina. Prima del suo matrimonio con Jimena farà in modo che Antonia incontri nuovamente Dago, rifugiatosi in Andalusia per sfuggire all'Inquisizione[11].
- Joao è un portoghese tenuto prigioniero dalle amazzoni[66]. Sarà il compagno di viaggio di Dago nelle avventure ambientate nella foresta amazzonica e a El Dorado. Una volta ritornati tra la civiltà, Joao prenderà la prima nave per il Portogallo e saluterà con nostalgia il Giannizzero Nero[67].
- Uria è la figlia del Re d'Oro, il saggio sovrano di El Dorado. Diventa l'amante di Dago durante il soggiorno di quest'ultimo nel suo regno, ma in realtà intende ingannarlo e uccidere segretamente il proprio padre per prendere il controllo di El Dorado. Viene uccisa dal guerriero Maracui[68].
- Maracui è il malvagio guerriero che si unisce a Uria per uccidere il Re d'Oro. Dopo la morte di quest'ultimo e la caduta di El Dorado a causa di violente inondazioni, diventa il capo di un grandissimo esercito di indigeni e lo usa per sottomettere tutte le altre popolazioni del Nuovo Mondo. L'intervento di Anahi e Dago, che aveva ucciso il fratello di Maracui, Queroneo, impediscono al guerriero di compiere il suo piano. Nello scontro finale Maracui viene ucciso da Dago[68].
- Anahi è una giovane e pacifica indigena del popolo dei Guaraní. Dopo essere stata brutalmente violentata dagli uomini di Maracui, Anahi si trasforma in una guerriera assetata di vendetta. Insieme a Dago raduna i popoli indigeni per fermare l'esercito di Maracui, ma uno dei suoi soldati la tradisce e la consegna ai nemici. Morirà su un rogo costruito da Maracui, ma verrà vendicata da Dago[68].
- Cesare Renzi de Medina è il figlio legittimo di Dago avuto con Antonia de Medina. Identico al padre sia nell'aspetto sia nel carattere, Cesare è orgoglioso di essere il figlio di Dago, anche prima di conoscere il genitore di persona[53]. Dago lo vede per la prima volta in Andalusia, ancora da neonato[11]. Successivamente i due si incontreranno anni più tardi quando Dago raggiunge il palazzo di Antonia nell'occasione dell'arrivo in città di Carlo V[53].

## Accoglienza
Dago ha ottenuto ben presto un giudizio molto positivo ed è stato definito come il "più grande successo della Eura Editoriale", nonché uno dei fumetti più conosciuti e famosi in Italia, con una quantità di pagine prodotte annualmente che, tra storie nuove e ristampe, nella seconda metà degli anni '90 è stata superata solo da Tex e Dylan Dog. Già dalla prima pubblicazione, avvenuta nel 1980, la critica ha più volte elogiato il lavoro di Robin Wood e di Alberto Salinas, soprattutto per quanto riguarda l'evoluzione di Dago nei primi numeri che ha permesso al pubblico di affezionarsi al personaggio in breve tempo. Luca Lorenzon su Fucine Mute ha affermato che «Dago è da quasi un ventennio uno dei personaggi preferiti dal pubblico italiano».
Il sito afNews ha affermato: «Se amate la Storia e non disdegnate le avventure dalle tinte forti, condite da grandi quantità di cinismo in cui si intravedono ogni tanto degli sprazzi di onestà e giustizia, Dago può essere la serie che fa per voi. E se anche non fosse così, dubito che ne restereste delusi».
Non sempre si sono avute critiche positive nei confronti di Carlos Gómez, sostituto di Salinas, soprattutto nei primi anni. Fu criticato fortemente per il modo di disegnare Dago e non venne percepito come erede più indicato per il fumetto. Successivamente il lavoro di Gomez fu lodato dalla critica, e il disegnatore venne premiato con uno Yellow Kid ad Expocartoon, nonostante la disapprovazione di Sergio Rossi che insistette che il premio dovesse andare a Salinas, vero creatore e disegnatore del fumetto. Lo stesso Salinas espresse giudizio positivo sul suo successore e affermò: «Lo considero un magnifico prosecutore del personaggio. Voglio ringraziarlo, perché è riuscito a farlo sopravvivere e mi ha dato modo di lavorare su altre cose quando io non volevo più farlo».

## Fuori serie
Dago ha un team-up con John Doe, pubblicato nella serie di quest'ultimo sugli albi n. 22 Cinque cuori di pietra e n. 23 Il Gianizzero Nero. In questi due numeri Dago non fa un breve comparsa, ma è un co-protagonista. Inoltre Roberto Recchioni e Lorenzo Bartoli, autori di John Doe, rielaborano le origini del Gianizzero Nero narrando un incontro tra Morte (da non confondere con l'omonimo cane di Dago) e lo stesso Dago, quando quest'ultimo stava annegando nelle acque veneziane. Inoltre vengono pubblicate quattro storie inedite oltre la serie regolare: Lucrezia nelle Nuvole, Ed. Sometti, in una storia in tre parti insieme a Martin Mystere e Diabolik, la storia della lunghezza di 8 pagine di Dago, che introduce e si incastra con le altre nella narrazione, realizzata da Robin Wood e Carlos Gomez; Riminicomix del 2006 intitolato "La rosa d'oro", autori Wood e Gomez; Albo Cronache da Ucrhonia n. 0 del 2014, dell'Ed. Ucrhonia, racconto di 12 pagine dal titolo "Genesi di Bellinzona", di Wood & Gomez/Tejada; Inserto di 48 pagine allegato al giornale Corriere del Ticino, "C'era una volta... Marignano", sempre di Wood ai testi e Gomez/Tejada ai disegni.